# Esalque holwayi
Esalque holwayi är en svampart som först beskrevs av H.S. Jacks., och fick sitt nu gällande namn av J.F. Hennen, Figueiredo & A.A. Carvalho 2000. Esalque holwayi ingår i släktet Esalque och familjen Raveneliaceae.   Inga underarter finns listade i Catalogue of Life.